# Julien Delétraz
Pour les articles homonymes, voir Deletraz.
Julien Delétraz est un footballeur français, né le 9 décembre 1985 à La Tronche (Isère), qui évolue aux postes de défenseur et de milieu défensif.

## Biographie
Julien Delétraz est formé au Grenoble Foot, il apparaît seulement 4 fois en équipe première en Ligue 2 et deux fois en Coupe de France.
Il signe ensuite en juillet 2007 au Tours FC pour évoluer en National où il participe à 16 rencontres pour un but. Mais en 2008-09 pour la saison en Ligue 2, il joue peu car l'entraîneur lui préfère en défense centrale la nouvelle recrue brésilienne Júlio Santos.
En fin de contrat fin juin 2009, il est laissé libre par le club tourangeau. Lors de l'intersaison 2009, il participe au stage de l'UNFP destiné aux joueurs sans contrat.
Il se lance un défi : participer à la S League à Singapour dans une équipe 100 % d'origine française, l'Etoile FC. Il joue 30 matches sur les 33 que compte le championnat de Singapour et permet à ce nouveau club de remporter pour sa première année d'existence le titre.
Il ne renouvelle pas l'expérience et quitte le club à la fin de la saison. Après une période sans club, il rejoint le Rodez Aveyron Football en juin 2011, avant de retrouver son club de cœur et club formateur le Grenoble Foot 38 en juin 2012.
Dès la rentrée 2014, son contrat expire et il se déplace dans l'équipe de Jura Sud Foot.
En 2016, il retourne à Grenoble, le club de ses débuts, et connaît deux saisons pleines ainsi que deux montées, retrouvant le niveau professionnel et la Ligue 2 lors de la saison 2018-2019. Après douze matchs et un statut de remplaçant, Delétraz résilie son contrat avec le GF38 lors de la période hivernal des transferts, le 15 janvier 2019.
Le 21 janvier 2019, il s'engage avec l'AS Cannes, pensionnaire de National 3.

### Palmarès
Etoile FC
- Championnat de Singapour
  - Vainqueur (1) : 2010.
- Coupe de la Ligue de Singapour
  - Vainqueur (1) : 2010.

 Grenoble Foot 38
- Championnat de CFA
  - Vainqueur (1) : 2017.

## Statistiques
| Saison                | Club                  | Championnat           | Championnat | Championnat | Coupe nationale | Coupe nationale | Coupe de la Ligue | Coupe de la Ligue | Total | Total |
| Saison                | Club                  | Division              | M.          | B.          | M.              | B.              | M.                | B.                | M.    | B.    |
| 2004-2005             | Grenoble Foot 38      | Ligue 2               | 2           | 0           | 0               | 0               | -                 | -                 | 2     | 0     |
| 2005-2006             | Grenoble Foot 38      | Ligue 2               | 0           | 0           | 0               | 0               | -                 | -                 | 0     | 0     |
| 2006-2007             | Grenoble Foot 38      | Ligue 2               | 2           | 0           | 2               | 0               | -                 | -                 | 4     | 0     |
| Sous-total            | Sous-total            | Sous-total            | 4           | 0           | 2               | 0               | -                 | -                 | 6     | 0     |
| 2007-2008             | Tours FC              | National              | 16          | 1           | 1               | 0               | 1                 | 0                 | 18    | 1     |
| 2008-2009             | Tours FC              | Ligue 2               | 6           | 0           | 2               | 0               | -                 | -                 | 8     | 0     |
| Sous-total            | Sous-total            | Sous-total            | 22          | 1           | 3               | 0               | 1                 | 0                 | 26    | 1     |
| 2010                  | Étoile FC             | S-League              | 30          | 1           | 0               | 0               | -                 | -                 | 30    | 1     |
| Sous-total            | Sous-total            | Sous-total            | 30          | 1           | 0               | 0               | -                 | -                 | 30    | 1     |
| 2011-2012             | Rodez AF              | CFA                   | 29          | 2           | 3               | 2               | -                 | -                 | 32    | 4     |
| Sous-total            | Sous-total            | Sous-total            | 29          | 2           | 3               | 2               | -                 | -                 | 32    | 4     |
| 2012-2013             | Grenoble Foot 38      | CFA                   | 33          | 2           | 3               | 0               | -                 | -                 | 36    | 2     |
| 2013-2014             | Grenoble Foot 38      | CFA                   | 26          | 0           | 5               | 0               | -                 | -                 | 31    | 0     |
| Sous-total            | Sous-total            | Sous-total            | 59          | 2           | 8               | 0               | -                 | -                 | 67    | 2     |
| 2014-2015             | Jura Sud Foot         | CFA                   | 29          | 1           | 2               | 0               | -                 | -                 | 31    | 1     |
| 2015-2016             | Jura Sud Foot         | CFA                   | 26          | 0           | 0               | 0               | -                 | -                 | 26    | 0     |
| Sous-total            | Sous-total            | Sous-total            | 55          | 1           | 2               | 0               | -                 | -                 | 57    | 1     |
| 2016-2017             | Grenoble Foot 38      | CFA                   | 25          | 0           | 5               | 1               | -                 | -                 | 30    | 1     |
| 2017-2018             | Grenoble Foot 38      | National              | 24          | 1           | 6               | 0               | -                 | -                 | 30    | 1     |
| 2018                  | Grenoble Foot 38      | Ligue 2               | 9           | 0           | 3               | 1               | 1                 | 0                 | 13    | 1     |
| Sous-total            | Sous-total            | Sous-total            | 58          | 3           | 14              | 2               | 1                 | 0                 | 73    | 5     |
| 2019                  | AS Cannes             | National 3            | 11          | 1           | 0               | 0               | -                 | -                 | 11    | 1     |
| Sous-total            | Sous-total            | Sous-total            | 11          | 1           | 0               | 0               | -                 | -                 | 11    | 1     |
| Total sur la carrière | Total sur la carrière | Total sur la carrière | 268         | 11          | 32              | 4               | 2                 | 0                 | 302   | 15    |